# گاورنر پار
گاورنر پار (به انگلیسی: Governor Parr) یک کشتی اسکونر با طول ۶۱ متر بود. این کشتی در سال ۱۹۱۸ ساخته شد و به افتخار افسر بریتانیایی جان پار (John_Parr) نام‌گذاری شد